# Irvineia
Irvineia es un género de peces actinopeterigios de agua dulce, distribuidos por ríos y lagos de África.

## Especies
Existen solamente dos especies reconocidas en este género:
- Irvineia orientalis Trewavas, 1964
- Irvineia voltae Trewavas, 1943